# Dorothy Boyle
Dorothy Boyle, hrabina Burlington z domu Savile (ur. 13 września 1699 w Londynie, zm. 21 września 1758 w Chiswick) – angielska szlachcianka i portrecistka, hrabina Burlington od 1721, Lady Bedchamber w latach 1727-1737.

## Życiorys
Urodziła się 13 września 1699  w Londynie. Była starszą córką i współdziedziczą Williama Saville'a, drugiego markiza Halifaksu. W 1721 poślubiła Richarda Boyle'a, trzeciego earla Burlington, co uczyniło ją hrabiną Burlington. Miała trzy córki: Dorothy, Juliannę i Charlotte-Elizabeth.
Była portrecistką i karykaturzystką. W malarstwie preferowała używanie pasteli i farb olejnych. Jej nauczycielami malarstwa i rysunku byli William Kent i Joseph Goupy. Niektórzy historycy uważają, że szkolił ją również Charles Jervas. Jej obrazy cieszyły się dużym powodzeniem.
W 1727 królowa Karolina Brunszwicka nadała jej prestiżowy tytuł dworski Lady Bedchamber, który należał do niej przez kolejne 10 lat.

## Dzieła

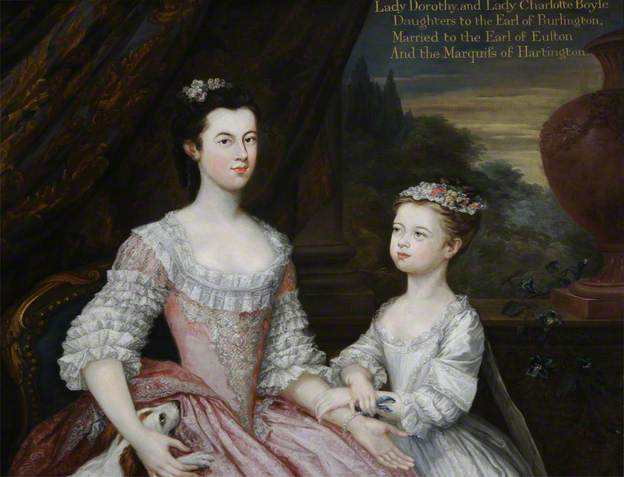
Portret jej córek, Lady Dorothy Boyle i Lady Charlotte Boyle,
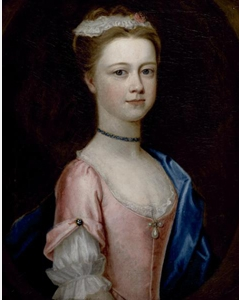
Portret córki, Lady Charlotte Boyle

## Śmierć i upamiętnienie
Umarła 21 września 1758 w willi Chiswick House w Chiswick. Została pochowana na Cmentarzu Wszystkich Świętych w Londesborough. Ku jej pamięci została nazwana jedna z ulic w Londynie - Savile Row, wybudowana przez jej męża.